# Wave on Wave
Wave on Wave è il secondo album in studio del cantautore statunitense Pat Green, pubblicato il 15 luglio 2003.

## Tracce
1. Guy Like Me – 3:30
2. Poetry – 4:03
3. Wrapped – 3:28
4. Wave on Wave – 4:04
5. California – 4:29
6. Sing 'Til I Stop Crying (feat. Waylon Payne) – 3:55
7. All the Good Things Fade Away – 3:17
8. Run – 3:54
9. I'm Tired – 4:05
10. Eden's Gate – 3:58
11. Elvis (feat. Willie Nelson, Ray Benson, Waylon Payne e Trish Murphy) – 3:45
12. Barricades – 4:09
13. If I Was the Devil (feat. Ray Wylie Hubbard) – 7:25